# Élisabeth Huppert
Pour les articles homonymes, voir Huppert.
Élisabeth Huppert, née le 20 juin 1948 dans le 8e arrondissement de Paris est une écrivaine, poète, artiste plasticienne et cinéaste française.

## Biographie

### Jeunesse et études
Élisabeth Huppert est la fille de Raymond Huppert, industriel, et d'Annick Beau. Elle est la sœur de Rémi Huppert, Caroline Huppert et Isabelle Huppert.
Élisabeth Huppert a suivi ses études à la faculté de droit et des sciences économiques de Paris, puis est diplômée de l'Institut d'études politiques de Paris (section Service public, 1969). Elle est une ancienne élève de la promotion 1973 « François Rabelais » de l'École nationale d'administration.

## Filmographie

### Actrice
- 1973 : Projection privée de François Leterrier : la femme d'Eric
- 1974 : La Mouche bleue de Jean-Paul Sassy (téléfilm)
- 1975 : Le Bougnoul de Daniel Moosmann : l'avocate
- 1976 : Silence... on tourne ! de Roger Coggio : Elisabeth
- 1978 : On peut le dire sans se fâcher de Roger Coggio : Pauline
- 1979 : Histoires insolites, saison 2, épisode 4 Une dernière fois Catherine de Pierre Grimblat (série télévisée) : Catherine / Claire
- 1979 : Rien ne va pus de Jean-Michel Ribes : convive au dîner chic
- 1980 : C'est encore loin l'Amérique ? de Roger Coggio : Juliette Lebas
- 1981 : Métroparoles d'elle-même (court métrage)
- 1981 : Métropéra[1] d'elle-même (court métrage)
- 1981 : Le Rat[1] d'elle-même (court métrage) : Ludivine / Lucie
- 1981 : Le Rat[1] d'elle-même (téléfilm) : Ludivine / Lucie Prix du Jury au festival de Cannes 1981
- 1981 : Une affaire d'hommes de Nicolas Ribowski : Sylvia Faguet
- 1981 : Anthelme Collet ou Le brigand gentilhomme de Jean-Paul Carrère (mini-série) : Francesca Alfieri

### Scénariste
- 1976 : Silence... on tourne ! de Roger Coggio
- 1978 : On peut le dire sans se fâcher de Roger Coggio
- 1980 : C'est encore loin l'Amérique ? de Roger Coggio
- 1981 : Métroparoles d'elle-même (court métrage)
- 1981 : Métropéra[1] d'elle-même (court métrage)
- 1981 : Le Rat[1] d'elle-même (court métrage)

### Réalisatrice
- 1981 : Métroparoles (court métrage)
- 1981 : Métropéra[1] (court métrage)
- 1981 : Le Rat[1] (court métrage)
- 1981 : Le Rat[1] (téléfilm)

## Théâtre
- 1973 : La Véritable histoire de Jack l'éventreur d'elle-même, mise en scène Caroline Huppert, Café-théâtre Le Sélénite, Paris
- 1974 : Dreyfus de Jean-Claude Grumberg, mise en scène Jacques Rosner, Théâtre de l'Odéon, Théâtre de Paris
- 1975 : Comédie et actes divers de Samuel Beckett, mise en scène Henri Ronse, Théâtre de l'Artistic Athévains, Paris

## Publications

### Romans
- La Terrasse ou Le temps d'une chute, Gallimard, 1974.
- L'homme chewing-gum et la femme-ventre, éditions Hallier, 1976.
- Le Dernier Homme de sainte Sarah, Jean-Jacques Pauvert chez Mazarine (Fayard), 1985.

### Poésie
- La Reine Victoria a une robe pleine de taches, 1981[3]